# Ciało algebraicznie domknięte
Ciało {\displaystyle F} nazywamy ciałem algebraicznie domkniętym , jeżeli dowolny niestały wielomian  z pierścienia {\displaystyle F[x]} posiada pierwiastek w {\displaystyle F}.
Ze względu na twierdzenie Hilberta o zerach ciała algebraicznie domknięte pełnią kluczową rolę w klasycznej geometrii algebraicznej. Ponieważ nad ciałem algebraicznie domkniętym dowolna macierz daje się przedstawić w postaci Jordana, pełnią istotną rolę w algebrze liniowej.

## Własności równoważne
Ciało {\displaystyle F} jest algebraicznie domknięte wtedy i tylko wtedy, gdy:
- dowolny niestały wielomian z {\displaystyle F[x]} posiada pierwiastek.
- jedyne nierozkładalne wielomiany w {\displaystyle F[x]} to wielomiany liniowe
- dowolny wielomian z {\displaystyle F[x]} rozkłada się na czynniki liniowe.
- nie istnieje nietrywialne rozszerzenie algebraiczne ciała {\displaystyle F}.
- dowolne odwzorowanie liniowe {\displaystyle F^{n}\rightarrow F^{n}} posiada wektor własny.
- dowolną macierz o współczynnikach z ciała {\displaystyle F} można przedstawić w postaci Jordana.
- dowolny niesprzeczny układ równań wielomianowych nad {\displaystyle F} ma rozwiązanie.
- dla ciała {\displaystyle F} zachodzi teza słabego twierdzenia Hilberta o zerach: dowolny ideał maksymalny w pierścieniu {\displaystyle F[x_{1},\dots ,x_{n}]} jest postaci: {\displaystyle (x_{1},\dots ,x_{n})}.
- dla ciała {\displaystyle F} zachodzi teza silnego twierdzenia Hilberta o zerach: istnieje wzajemnie jednoznaczna odpowiedniość między ideałami radykalnymi pierścienia {\displaystyle F[x_{1},\dots ,x_{n}]} a rozmaitościami algebraicznymi w przestrzeni afinicznej {\displaystyle F^{n}} dana: {\displaystyle J(V(I))={\sqrt {I}}}.

## Domknięcie algebraiczne
Rozszerzenie algebraiczne {\displaystyle F/K} ciała {\displaystyle K}, które jest ciałem algebraicznie domkniętym, nazywamy domknięciem algebraicznym. Domknięcie algebraiczne można równoważnie zdefiniować jako najmniejsze ciało algebraicznie domknięte zawierające {\displaystyle K}. Zazwyczaj domknięcie algebraiczne ciała {\displaystyle K} oznacza się przez {\displaystyle {\overline {K}}}.
Przykładem domknięcia algebraicznego jest {\displaystyle \mathbb {C} } jako rozszerzenie {\displaystyle \mathbb {R} }. Twierdzenie mówiące o tym, że ciało liczb zespolonych jest ciałem algebraicznie domkniętym, nazywa się „zasadniczym twierdzeniem algebry” i pociąga za sobą istotne konsekwencje, jak chociażby fakt, że każdą macierz o współczynnikach zespolonych można sprowadzić do postaci Jordana.

### Domknięcie algebraiczne liczb wymiernych
Domknięcie algebraiczne ciała ciała liczb wymiernych {\displaystyle \mathbb {Q} } oznacza się {\displaystyle \mathbb {\overline {Q}} } i jest ono nazywane nazywamy ciałem liczb algebraicznych. 
Z faktu, że zbiór wielomianów {\displaystyle \mathbb {Q} [x]} jest zbiorem przeliczalnym, a dowolny wielomian ma skończenie wiele pierwiastków, wynika że {\displaystyle \mathbb {\overline {Q}} } jest zbiorem przeliczalnym. Ponieważ {\displaystyle \mathbb {C} } jest zbiorem nieprzeliczalnym, to {\displaystyle \mathbb {\overline {Q}} } jest istotnie mniejszym podciałem liczb zespolonych.
Liczby zespolone, które nie są algebraiczne nazywa się liczbami przestępnymi.
Powyższy argument został wykorzystany przez Georga Cantora jako dowód istnienia istotnie większej ilości liczb przestępnych niż algebraicznych. Konkretne liczby przestępne znano jednak już wcześniej-Liouville podał metodę ich konstrukcji za pomocą szeregów szybko zbieżnych w 1844, jednak do czasów Cantora uważano je za osobliwe i nieznaczące przypadki liczb zespolonych.

### Domknięcie algebraiczne ciała skończonego
Nie istnieją skończone ciała algebraicznie domknięte. Jeżeli {\displaystyle p} jest liczbą pierwszą, a {\displaystyle n} dowolną liczbą naturalną, to istnieje dokładnie jedno ciało (z dokładnością do izomorfizmu) rzędu {\displaystyle p^{n}}-oznaczmy je przez {\displaystyle F_{p^{n}}}. Ciało takie jest ciałem rozkładu wielomianu: 
{\displaystyle x^{p^{n}}-x\in F_{p}[x]}
Zawiera ono również wszystkie elementy algebraiczne nad {\displaystyle F_{p}} rzędu n, zatem dowolny wielomian stopnia n ma w nim pierwiastek. Analogicznie dowolny wielomian stopnia {\displaystyle m} o współczynnikach w {\displaystyle F_{p^{n}}} będzie miał pierwiastek w  {\displaystyle F_{p^{n\cdot m}}}.
Dlatego:
{\displaystyle {\overline {F}}_{p}=\bigcup _{n=1}^{\infty }F_{p^{n}}}
Z dodawaniem i mnożeniem elementów przeniesionymi z ciał skończonych jest algebraicznym domknięciem dowolnego ciała o charakterystyce {\displaystyle p}.

### Domknięcie dowolnego ciała
Przy założeniu standardowej aksjomatyki ZFC dowolne ciało posiada algebraiczne domknięcie. Dowód tego faktu wymaga użycia aksjomatu wyboru, lub jakiegoś jego słabszego odpowiednika-nie są więc to dowody konstruktywne, lecz egzystencjalne. Również dowód jedyności (izomorfizmu) algebraicznych domknięć ciała wymaga aksjomatu wyboru.